# Ганс-Гюнтер Кульманн
Ганс-Гюнтер Кульманн (нім. Hans-Günther Kuhlmann; 12 листопада 1913, Кельн — 30 липня 1942, Мексиканська затока) — німецький офіцер-підводник, оберлейтенант-цур-зее крігсмаріне.

## Біографія
В 1936 році вступив на флот. З вересня 1939 року — 2-й торпедний офіцер важкого крейсера «Блюхер». З січня 1940 року — 3-й, з червня 2-й, з жовтня — 1-й вахтовий офіцер підводного човна U-37, на якому взяв участь у 8 походах (разом 193 дні в морі). В лютому-березні 1941 року пройшов курс командира човна. З 30 березня по 16 червня 1941 року — командир U-7, з 24 липня 1941 року — U-580. 11 листопада 1941 року U-580 затонув в Балтійському морі західніше Мемеля (55°45′ пн. ш. 20°40′ сх. д.) після зіткнення з німецьким судном-ціллю Angelburg. 12 членів екіпажу загинули, 32 (включаючи Кульманна) були врятовані.
З листопада 1941 по січень 1942 року служив в 5-й флотилії. З 23 березня 1942 року — командир U-166, на якому здійснив 2 походи (разом 54 дні в морі). 30 липня 1942 року U-166 був потоплений в Мексиканській затоці південно-східніше Нового Орлеана (28°40′ пн. ш. 88°30′ зх. д.) глибинними бомбами американського патрульного катера USS PC-566. Всі 25 членів екіпажу загинули.
Всього за час бойових дій потопив 4 кораблі загальною водотоннажністю 7593 тонни.
| Дата          | Назва корабля | Тип                        | Тоннаж | Вантаж                                                     | Екіпаж | Загинули | Країна                   | Конвой |
| ------------- | ------------- | -------------------------- | ------ | ---------------------------------------------------------- | ------ | -------- | ------------------------ | ------ |
| 11 липня 1942 | Carmen        | Вітрильник                 | 84     | 2000 мішків кукурудзи і 476 штук червоного дерева та кедра | 8      | 1        | Домініканська Республіка |        |
| 13 липня 1942 | Oneida        | Торговий пароплав          | 2,309  | Баласт                                                     | 29     | 6        | США                      |        |
| 16 липня 1942 | Gertrude      | Моторний рибальський човен | 16     | 20 тонн цибулі                                             | 3      | 0        | США                      |        |
| 30 липня 1942 | Robert E. Lee | Пасажирський пароплав      | 5,184  | 47 тонн генеральних вантажів і особистих речей пасажирів   | 404    | 25       | США                      | TAW-7  |

## Звання
- Фенріх-цур-зее (14 травня 1937)
- Лейтенант-цур-зее (1 жовтня 1938)
- Оберлейтенант-цур-зее (1 жовтня 1940)